# 加爾各答旗

加爾各答旗

加爾各答旗是非正式的印度旗幟之一，由薩秦卓·普薩德·波斯（Sachindra Prasad Bose）所設計，於1906年8月7日在加爾各答的帕西·蒲甘廣場（綠公園）首次飄揚。
旗幟為橙色、黃色、綠色橫帶組成的三色旗。上方八個半開的蓮花象徵印度的八個省份，下方則加入太陽和新月的圖案，中間的梵文「वन्दे मातरम्」（Vande Mataram）意思是「我向母親致敬」。